# 塔尔贡
塔尔贡（法語：Targon，法語發音：[taʁɡɔ̃]）是法国吉伦特省的一个市镇，属于朗贡区。

## 地理
塔尔贡（44°44'5"N, 0°15'49"W）面积25.88 平方千米，位于法国新阿基坦大区吉倫特省，该省份为法国西南部沿海省份，是法國本土面积最大的省，北起滨海夏朗德省，西临大西洋，南至朗德省，东南接洛特-加龍省，东临多爾多涅省。
与塔尔贡接壤的市镇（或旧市镇、城区）包括：法莱拉、苏利尼亚克、贝勒巴、布莱西尼亚克、卡皮扬、拉多、蒙蒂尼亚克、圣莱昂、拉索沃。

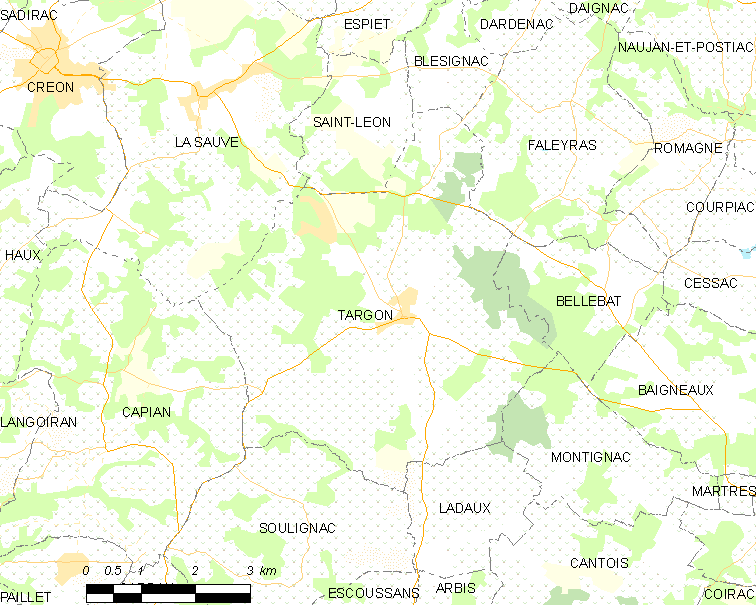
塔尔贡的OSM定位图

塔尔贡的时区为UTC+01:00、UTC+02:00（夏令时）。

## 行政
塔尔贡的邮政编码为33760，INSEE市镇编码为33523。

## 政治
塔尔贡所属的省级选区为海间县。

## 人口

1962-2008年间塔尔贡人口变化图示

塔尔贡于2022年1月1日时的人口数量为2045人。